# So ist Paris (1926)
So ist Paris ist eine US-amerikanische Stummfilmkomödie aus dem Jahre 1926 von Ernst Lubitsch.

## Handlung
Der Pariser Arzt Paul Giraud führt mit seiner Frau Suzanne ein glückliches und harmonisches Eheleben in gesitteter Nachbarschaft. Suzanne ist jedoch ziemlich gelangweilt und flüchtet aus dem immer gleichen Alltag in ihre ganz persönlichen Traumwelten der trivialen Kitschromane mit Prinzen als zentralen Handlungsträgern. Als neue Nachbarn hinzuziehen, das Tanzpaar Georgette und Maurice Lallé, ist die leicht zu echauffierende Suzanne derart schockiert, als Paul bei seiner Heimkunft ihr ganz en passant erst einmal ein Fieberthermometer in den Mund schiebt. Was ist passiert? Die luftigen, knappen Kleider – als erstes sieht sie Maurice mit nacktem Oberkörper und Turban auf dem Kopf in der Maskerade eines Scheichs, Outfit für eine einzustudierende Tanzeinlage – und die lasziven Bewegungen empfindet sie als eine Attacke auf ihre engen Moralvorstellungen. Suzanne drängt ihren Gatten, der zunächst erst einmal einfach die Jalousien im Zimmer herunterzieht, dazu, sich nach drüben zu begeben und sich diesbezüglich bei den Lallés zu beschweren.
Paul geht nolens volens zu den neuen Nachbarn und klopft an deren Tür. Als Georgette öffnet, ist er bass erstaunt. Er kennt die junge, hübsche Frau von einst, als sie noch seine Flamme war. Georgette ist nicht abgeneigt, das erloschene Feuer erneut zu entfachen und versucht, Paul zu küssen, obwohl sie weiß, wie eifersüchtig ihr Ehemann Maurice ist. Paul reagiert reserviert und stellt sich stattdessen erst einmal Maurice vor. Wieder bei sich daheim, verschweigt Paul Suzanne zunächst, wie reizend die neuen Nachbarn in Wahrheit sind und dass er Georgette von früher her kennt. Vielmehr, so tönt er, habe er diesen sittenlosen Leuten ordentlich den Marsch geblasen. Wenig später stattet Maurice den Girauds einen Gegenbesuch ab. Suzanne fließt angesichts Maurices Galanterie dahin, während Paul so tut, als würde er den Flirt zwischen seiner Gattin und dem attraktiven Tänzer gar nicht mitbekommen.
Paul, eingezwängt zwischen den Moralvorstellungen seiner Frau und dem eifersüchtigen Maurice, findet dennoch einen Weg, sich heimlich mit seiner alten Liebe Georgette, die ihn angerufen und zu einem heimlichen Rendezvous in einem Café gebeten hat, zu treffen. Suzanne gegenüber gibt er vor, zu einem medizinischen Notfall gerufen worden zu sein. Auf dem Weg zu Georgette wird er von einem Polizisten wegen zu schnellen Fahrens angehalten. Auch diesem tischt Paul die Lüge von einem Notfall-Einsatz zur Rettung eines Schwerkranken auf, woraufhin der Polizist ihn weiterfahren lässt. Vor dem Café, in dem Georgette schon auf ihn wartet, taucht jedoch auch der Beamte erneut auf und sieht, dass Paul ihn angelogen hatte. Es kommt zu einem Wortgefecht mit dem Vertreter der Staatsgewalt und führt dazu, dass der Arzt wegen Beleidigung einer Amtsperson für drei Tage ins Gefängnis muss. Wieder daheim versteht Suzanne überhaupt nicht, warum Paul seine Geschwindigkeitsüberschreitung nicht damit begründet, dass er, wie er ihr versichert hatte, auf dem Weg zu einem medizinischen Notfall gewesen sei. Immerhin müsse er für diese Aussage doch Beweise und Zeugen haben. Sie beschließt daher, selbst aktiv zu werden und bekommt bei ihrem Telefonat heraus, dass der betreffende Patient bereits tot sei.
Obwohl Paul eine Vorladung bekommen hat, sich am nächsten Tag bis 20 Uhr im Polizeirevier zu melden, um die Drei-Tage-Haft anzutreten, zieht er sich um, um mit Georgette zu einem anstehenden Künstlerball gehen zu können, natürlich ohne das Wissen von Maurice und Suzanne. Seiner Frau schwindelt er vor, dass er die Haft nunmehr antreten wolle. Währenddessen ist Pauls Abfahrt auch Maurice nicht verborgen geblieben, der wiederum hofft, bei der reichlich moralverklemmten Nachbarin Suzanne zum Zuge kommen zu können. Prompt geht er zu ihr rüber. Was die beiden im Hause Giraud treiben, wird nicht gezeigt, nur dass Maurice Stunden später ziemlich beschwingt das Haus der Girauds wieder verlässt. Derweil haben Paul und Georgette mächtig Spaß auf der Party, auf der in wilden und ekstatischen Zuckungen Charleston getanzt wird. Wieder besucht Maurice Suzanne, die ihren Charmeur aber diesmal auf Abstand hält. Dann klingelt es, die Polizei steht vor der Tür. Paul habe sich nicht auf der Wache eingefunden. Suzanne ist darüber erwartungsgemäß sehr verwundert. Da man nun aber Maurice im Hause Giraud antrifft, wird dieser fälschlicherweise für Paul gehalten und prompt abgeführt. Suzanne, die einen Skandal für ihren angesehenen Medizinergatten fürchtet, bittet Maurice darum, diesen Irrtum nicht aufzuklären.
Als Suzanne, nunmehr allein zuhaus, das Radio einschaltet, hört sie eine Reportage über den Charleston-Wettbewerb. Zu ihrem allergrößten Erstaunen muss sie erfahren, dass ihr Mann und Georgette Lallé den Tanzwettbewerb auf dem Künstlerball gewonnen haben. Daraufhin eilt Suzanne sofort zu diesem Event, um ihren leichtfüßigen Göttergatten heimzuholen. Doch der ist mittlerweile sturzbetrunken und erkennt Suzanne nicht, da sie eine Partymaske trägt. Stattdessen schäkert er mit ihr, blinzelt seiner unbekannten Ehefrau zu und bekommt schließlich das Auge nicht mehr auf. Wieder daheim angekommen, hält Suzanne ihrem leichtsinnigen Gatten eine ordentliche Standpauke. Er solle froh sein, dass er nun nicht mehr ins Gefängnis gehen müsse. Mit jedem ihrer Worte wird Paul immer kleinlauter und schrumpft – ein Stummfilmspezialeffekt macht‘s möglich – schließlich auf die Größe eines Kleinkindes.

## Produktionsnotizen
So ist Paris, ein weithin unbekanntes Nebenwerk des Berliner Meisterregisseurs, kam erstmals am 31. Juli 1926 in die amerikanischen Kinos. In Deutschland hatte die Komödie im Januar 1927 Premiere. Der Film, mit dem Lubitsch seine seit 1924 währende Zusammenarbeit mit Warner Bros. beendete, wurde von der New York Times-Redaktion zu den zehn besten Kinoproduktionen des Jahres 1926 gewählt.
Lubitschs ständiger Mitarbeiter bei seinen deutschen Stummfilmen in Berlin, Hanns Kräly, hatte bei diesem Film Elemente des neun Jahre zuvor  von ihm und Lubitsch umgesetzten Lustspiels Das fidele Gefängnis verwertet. Harold Grieve entwarf die Filmbauten, Ernst Laemmle, ein Neffe des Universal-Gründers Carl Laemmle, war einer von zwei Regieassistenten. Die Produktionskosten beliefen sich auf etwa 253.000 $.
Der Charleston-Tanzwettbewerb ist filmischer Höhepunkt dieser Geschichte. Lubitsch gestaltete ihn mit tricktechnischen Finessen (schnelle Schnitte, abwechselnde Perspektiven, Kreiselbewegungen, Überblendungen), die dem Film in diesem Moment ein Höchstmaß an Tempo verleihen.

## Kritiken
In der New York Times befasste sich Starkritiker Mordaunt Hall mit dem Lubitsch-Film. Dort hieß es am 16. August 1926: „Egal wie brillant der Film sein mag, den Herr Lubitsch hergestellt hat, es gelingt ihm stets, einen übersinnlichen Schlag einzufügen. (…) In ‚So This Is Paris‘ ist seine Tour de force eine außergewöhnlich brillante Konzeption des Blicks auf einen Charlestonwettbewerb, mit lebhaft-kaleidoskopartigem Wechsel von den Füßen und Gestalten zu den allgewaltigen Saxophonen. Diese überwältigende Episode ist wie der Traum eines Mannes, nachdem er über sein Maß hinaus Wein bei einer solchen Veranstaltung getrunken hat. Die Komik in diesem Film hatte zu dieser Zeit die Zuschauerschaft in einen ständigen Lachanfall gehalten, aber die erschreckenden, auflösenden szenischen Effekte und diversen ‚Aufnahmen‘ entlockten eine herzhafte Runde Applaus. (…) Diese Comedyfarce sprudelt vor Satire.“
Der Movie & Video Guide schrieb über den Film: „Schaumiger Lubitsch-Stummfilm. Eine elegante romantische Komödie der Tänzer Tashman und Berenger mit Dr. Blue und Ehefrau Miller. Unterhaltsam, flott und lustig.“